# ماري روكويل هوك
ماري روكويل هيل (بالإنجليزية: Mary Rockwell Hook)‏ (8 سبتمبر، 1877– 8 سبتمبر، 1978) هي مهندسة معمارية أمريكية ورائدة بين النساء في العمارة. عملت بصورة أساسية من كانساس سيتي في ميزوري، لكنها قدمت التصاميم لجميع أنحاء الولايات المتحدة. رُفض الاعتراف بها في الجمعية الأمريكية للمعماريين بسبب جنسها.
بالرغم من ذلك، حصلت على تقدير لأعمالها لاحقًا، ومن ضمنها الجمعية الأمريكية للمعماريين، في عيد ميلادها المئة. ووفقًا لمقال في النشرة الإعلامية للأرشيف الدولي للمرأة في العمارة، «ستبقى ذكرى ماري روكويل هوك خالدة، ليس لكونها امرأة تعمل في مجال للرجال، ولكن بسبب كونها مصممة ناجحة صنعت علامتها في مجال العمارة.»
بين عامي 1910 و1930، كان هناك فعليًا خمس نساء عملن مهندسات معماريات في نطاق كانساس سيتي. وكانت ماري الوحيدة التي حققت اعترافًا أوسع نطاقًا.

## معلومات أساسية

### الحياة الشخصية
وُلدت في جنكشن سيتي، كانساس، كانت ماري الثالثة من أصل خمس بنات لبيرتراند روكويل (1844– 1930)، وهو نقيب في الجيش وتاجر حبوب ومصرفي ناجح، ووالدتها جوليا مارشال سنايدر (1850– 1947)، امرأة مفعمة بالنشاط، وكانت المؤرخة الأولى للأبرشية والمعروفة في يومنا هذا بكاتدرائية النعمة والثالوث المقدس في أسقفية ديوكوبس غرب ميزوري، في كانساس سيتي، ميزوري. في عام 1906، انتقلت عائلة روكويل إلى كانساس سيتي. تزوجت ماري من انغرام د. هوك (1883– 1973)، وهو محامي، في عام 1921. تبنى الزوجان ولدين، يوجين وإدوارد (ديك). توفيت ماري في عيد ميلادها الـ101.

## التعليم
تخرجت ماري روكويل (هوك لاحقًا) من كلية ويليسلي في عام 1900. وفقًا لسيرة ماري الذاتية، قررت أن تصبح مهندسة معمارية بعد رحلة عائلية خارج البلاد في عام 1902:
كان ذلك خلال رحلة العودة من الفليبين عندما قررت بأنه يوجد حاجة إلى شخص لتحسين تصميم المباني التي تستخدمها حكومتنا خارج البلاد. اتخذت قراري بالعودة إلى المنزل ودراسة العمارة.
في عام 1903، التحقت بقسم العمارة في معهد الفن في شيكاغو كالمرأة الوحيدة في فصلها.

### التعصب الجنسي
في عام 1905، ذهبت ماري إلى باريس للدراسة في مرسم مارسيل أوبرتون، وهو معجب بأختها كيتي، كمتطلب أساسي للقبول في مدرسة الفنون الجميلة. كطالبة في مدرسة يغلب عليها الطابع الذكوري، تعرضت ماري للتعصب الجنسي. في عام 1906، بعد تقديمها لامتحانات الالتحاق بمدرسة الفنون الجميلة، عزم الطلاب الفرنسيون على قذف دلاء من الماء عليها أثناء هروبها عبر الفناء. لم تجتز الامتحان ولم تعده كما فعل الطلاب الآخرون وبالتالي لم تدرس في مدرسة الفنون الجميلة. وبدلًا من ذلك، استكشفت العمارة الفرنسية أثناء رحلات على الدراجة الهوائية مع أختها.
كتبت صحيفة كانساس سيتي ستار لاحقًا أن الحقبة كانت واحدة «حيث كان المهندسون المعماريون معادين صراحة لانضمام النساء للمهنة.»
لم ينتهي التعصب بتدريبها. عندما تقدمت بطلب الحصول على وظيفة في مكتب العمارة في كانساس سيتي، رُفضت بسبب «عدم القدرة على شتم النساء وعدم تمكنهن من صعود جميع نواحي التفاصيل كاملة الحجم.» ومع ذلك، وظفتها شركة أخرى بكل سرور، لكن دون راتب لأن والدها لم يسمح بأن يُدفع لها.
رفضت الجمعية الأمريكية للمعماريين عضوية ماري بسبب جنسها. وعقب عيد ميلادها المئة في عام 1977، قدمت المنظمة المهنية لها لوحة الخدمة المتميزة. احتفل مواطنو كانساس سيتي بالمناسبة عبر القيام بجولة بالمنازل المشهورة التي صممتها محليًا.       

## المسيرة المهنية والتأثير

### مدرسة مستوطنة بّاين ماونتن
نحو عام 1913، عندما كانت كاثرين بيتيت وإثيل دي لونغ زاندي تستعدان لتأسيس مدرسة مستوطنة جبل بّاين في جبال إلى بالاش، كتبت إيثل لماري تطلب منها تخطيط الحرم المدرسي. وبحلول ذلك الوقت، كانت صممت بنجاح بعض المنازل. وصفت ماري بّاين ماونتن لاحقًا «بعالم من القرن الثامن عشر» حيث «لا يوجد أي قرية لتشويه مناظر الطبيعة الهادئة، حيث لم تخترقها القطارات والمحركات ومضغ اللبان.»
بعد دراسة المنطقة، اتفق الثلاثة على لزوم استخدام الأراضي المنخفضة للزراعة لإطعام الطلاب بينما يمكن استخدام الأراضي الأشد انحدارًا لأعمال التشييد. ستكون المباني الحكومية مركزية، وتتماشى الأكواخ مع أطراف الوادي.
كان مشروع ماري الأول لتشييد الحرم المدرسي إعادة ترميم أكواخ خشبية متداعية تُدعى بالمنازل الخشبية القديمة. صممت بعد ذلك منزلًا خشبيًا لبيتيت. استخدمت ماري الموارد المحلية في تصاميمها، ومن ضمنها الكستناء والحور والسنديان والجلمود. على الرغم من وضع طاحونة في الحرم، استغرق قطع الخشب وتجفيفه أكثر من عام لمنزل لوريل، قاعة طعام المدرسة.
بقيت ماري منخرطة في المدرسة كعضو في مجلس الأمناء حتى بلغت من العمر أكثر من 90 عامًا. أُدرجت مدرسة مستوطنة بّاين ماونتن في السجل الوطني للأماكن التاريخية وتُعد الآن معلمًا تاريخيًا وطنيًا.

### غير مؤرخة
مبنى العلوم مع مطبعة وورشة
«دار للإقامة» لماري روكويل وإثيل ماكلوغ ومارغريت بتلر
1914:
منزل خشبي قديم مرمم
منزل الآنسة بيتيت
منزل لوريل
1919:
مكتب
1922– 1924:
مصلى كنسي
1940:
بديل لمنزل لوريل بعد حريق.

### هوك وريمنغتون
في عام 1923، عادت ماري إلى كانساس سيتي لتأسس شركة هوك وريمنغتون المعمارية مع شريكها إريك دوغلاس مكويليام ريمنغتون (1893– 1975). عملا معًا حتى عام 1932 حيث استقر ريمنغتون في سان فرانسيسكو.

### البيت الأبيض
رغم إصابتها بالعمى في سنواتها الأخيرة، تصورت ماري تصاميم وعرضت أفكارًا لتعديل البيت الأبيض ومبانٍ أخرى.

## النمط المعماري

### كانساس سيتي
يرجع تاريخ تصاميم كانساس سيتي لماري روكويل هوك لوقت مبكر من عام 1908، وأنجزت أكثر أعمالها بروزًا خلال عشرينيات وثلاثينيات القرن العشرين في منطقة سن ست هيلز. تُعرب العديد من تصاميمها في سن ست هيلز عن تقدير للأنماط المعمارية التي شهدتها خلال رحلات طفولتها إلى أوروبا وشرق آسيا. يتجلى فن العمارة الإيطالي لدى ماري بتوليفتها من القرميد والأحجار والمواد العتيقة مع البلاط واللوحات الجدارية والألواح الزجاجية المحتوية على الرصاص. تمتلك ماري منزلًا صممته في عام 1925، ويُعد مثالُا على المسكن الإيطالي. دُرست تسعة من أعمال ماري في كانساس سيتي في السجل الوطني للأماكن التاريخية في دراسة «الموارد المواضيعية» وأُدرجت في السجل الوطني مع وصف وتحليل موسع.
تتضمن الأعمال في كانساس سيتي المُدرجة في السجل الوطني
- منزل في 54. إي الصف 53، كانساس سيتي، ميزوري، 1908
- منزل بيرتراند روكويل، كانساس سيتي، ميزوري، 1908– 1909
- منزل إيميلي روكويل لوف، كانساس سيتي، ميزوري، 1915
- منزل روبرت أوستيرتاغ، كانساس سيتي، ميزوري، 1922
- منزل في سن ست درايف، كانساس سيتي، ميزوري، 1922– 1923
- منزل فلويد جيكوب، كانساس سيتي، ميزوري، 1925
- منزل ماري روكويل هوك، كانساس سيتي، ميزوري، 1925– 1927
- مزرعة فور غيتس/ مسكن مارفن غيتس، كانساس سيتي، ميزوري، 1925– 1927
- كانت العديد من منازل ماري الأولى مُكلفة من أفراد عائلتها. حصلت لاحقًا أيضًا على بعض التوكيلات لغير أفراد العائلة.

## كاليفورنيا
بينما سافرت عائلة روكويل بشكل واسع لإثراء تعليم بناتهم، سعى بيرتراند إلى المناخ المعتدل في شمال كاليفورنيا لتحسين حالته الصحية بناءً على نصيحة صهره، وهو طبيب في سانتا روزا. قابلت أخت ماري هناك جيمس إدواردز وتزوجت منه. نحو عام 1908، أنشأت ماري منزلًا لهما في سانتا روزا. صُمم المنزل غير المتماثل على طراز منطقة فيرست باي. وللعديد من الأعوام، لم يُعرف مهندس المنزل المعماري وافتُرض بأنه جوليا مورغان أو برينرد جونز من بيتالوما. أُدرج المنزل باسم المالك الثاني كما في منزل واسرمان في السجل الوطني للأماكن التاريخية. ومع ذلك، لم تتضمن القائمة استنتاجات موثقة للمؤرخ المعماري جيفري إيليوت مثل أسماء المالكين الأوليين، جيمس وفلورنس إدواردز، ولا اسم المهندس المعماري، ماري روكويل (هوك). حُول المنزل إلى مبنى مكاتب مع إيلاء التصميم الأصلي عناية فائقة.
صُمم المنزل الثاني في كاليفورنيا في أوج مسيرتها المهنية في عام 1926 وكان منزلًا فخمًا فرنسيًا مثيرًا للإعجاب يُدعى «الشمس» لفرانسيس وكاثرين كروسبي في وودسايد، على بعد ساعة جنوب سان فرانسيسكو. كانت فرانسيس رئيسة الجهاز الرئيسي لدائرة النقل ومالكة لبعض شركات الهاتف الصغيرة. كان تصميم «الشمس» عبارة عن تعاون بين ثلاث أخوات من عائلة روكويل: كانت ماري روكويل هوك وشريكها دوغلاس ريمنغتون المهندسين المعماريين، وصممت كاثرين روكويل كروسبي، المالكة، المدخل والحدائق الفرنسية وجلبت الأثاث، ورسمت بيرثا روكويل فينانزي، وهي فنانة تعيش في إيطاليا، جداريات مزهرة في القاعة الكبرى. يحتوي العقار على العديد من الحجرات الرسمية مع المطابخ اللازمة وغرف القبو، وأجنحة غرف نوم بمجموع سبعة، ومرأب يتسع لتسع سيارات، جميعها موجودة في ملكية كبيرة مكونة من فدانات ذات مشاهد جميلة تحتوي على حوض سباحة وملعب للتنس.

### الأعمال في كاليفورنيا
1908 منزل جيمس وفلورنس إدواردز، جادة ميندوسينو 930، سانتا روزا، والمعروف أيضًا بمنزل واسرمان.
1926 منزل فرانسيس وكاثرين كروسبي «الشمس»، طريق هاركروس 320، وودسايد.

### سياستا كي
بعد شرائها 55 فدانًا (220,000 مترًا مربعًا) من عقار غولف فرونت في سياستا كي، فلوريدا في عام 1935، طورت ماري جزءًا من المنطقة بتصاميمها. صممت منتجعًا فندقيًا في ويسبرينغ ساندز ومنازلًا لقضاء العطلات كملجأ للكتاب والفنانين. اعتُزم أن يكون قسم فرعي يُدعى ساندي هوك منطقة سكنية للمهندسين المعماريين وحاضنًا لمدرسة ساراسوتا للعمارة. في عام 1952، طورت ماري منطقة أخرى تُدعى ساندي كوف وصممت منزلها ثماني الشكل حيث قضت الأعوام الأخيرة من حياتها. 

### الأعمال في سياستا كي
1936 وما بعده:
ويسبرينغ ساندز: منتجع فندقي، ومنزل زجاجي للضيوف، ومنزلين لقضاء العطلة، ومنزل لعائلتها
1945:
ويسبرينغ ساندز: منزل لإبن ماري وعائلته
1945:
ساندي هوك: منزل لماري وزوجها، ومخططات لمدرسة عمارة صغيرة (لم تُدرك أبدًا)
منازل صممها مهندسون معماريون آخرون، أغلبهم من مدرسة ساراسوتا المعمارية (مثل بول رودولف)
1952 وما بعده:
ساندي كوف: تطوير 12 فدانُا و 113 منزلًا
كوخان شتويان قبالة جادة المحيط
منزل ماري ثماني الشكل حيث توفيت.

## الابتكارات المعمارية

### توظيف طبيعة الأرض
كانت ماري أول مهندس معماري في كانساس سيتي تدرج التكوينات الطبيعية في تصاميمها. عندما واصلت ذلك النمط في سياستا كي، وصفتها صحيفة ساراسوتا هيرالد تريبيون المحلية بأنها «تجلب ما بالخارج إلى الداخل، وعكست العديد من المنازل التي صممتها في سياستا كي ذلك المسار قبل أن يصبح شائعًا بوقت طويل.» 

### الطاقة الشمسية
في سياستا كي، استخدمت ماري الطاقة الشمسية لتسخين المياه في منتجع ويسبرينغ ساندز الفندقي في وقت مبكر من عام 1937.

### الأسبقيات الأخرى
كانت ماري المهندس المعماري الأول في كانساس سيتي التي استخدمت جدران من الخرسانة المصبوبة في الموقع. إضافةً إلى ذلك، انفردت أحد تصاميم منزلها الأولى في كانساس سيتي باحتوائها على حوض سباحة خاص، بينما انفردت تصاميم أخرى باحتوائها على مرأب ملحق. 